# Aktieselskabet Carl Christensen
 For alternative betydninger, se Carl Christensen.
Aktieselskabet Carl Christensen, også kendt som CAC eller C.A.C., er en dansk virksomhed, der producerer auto- og industrikomponenter. Virksomheden blev grundlagt af Carl Christensen 1. august 1927. Den har hovedkontor i Tilst, Aarhus (etableret 1927) og afdeling i Glostrup (etableret 1929). 
Tidligere havde CAC også afdelinger i Odense (etableret 1950) og Aalborg (etableret 1956). Især C.A.C. Motorrenovering på Riihimäkivej 3 i Aalborg er kendt, fordi værkstedsanlægget blev tegnet af Arne Jacobsen, som også har designet CAC's karakteristiske logo. Bygningen i Aalborg blev fredet i 2009. 
På koncernbasis omsættes der for over 1 mia. kr., og koncernen har ca. 600 medarbejdere. 
CAC har siden 1967 været ejet af CAC Fonden. Der blev grundlagt af fabrikant Carl Christensen med det formål at støtte kunst og kultur i Danmark med hovedvægten lagt på støtte til Den Gamle By i Aarhus og Herregårdsmuseet Gammel Estrup ved Auning.
Virksomheden blev etableret i små lokaler på Kystvejen i Aarhus, hvor der blev monteret Ford-dele på de nøgne Ford-chassiser, der ankom fra USA. Bilerne kom uden batterier, speedometer og lignende, og det blev Carl Christensens opgave at få færdiggjort bilerne. Da lokalerne på Kystvejen efterhånden blev for små i forbindelse med virksomhedens vækst, flyttede CAC til Park Allé, hvor Carl Christensen indrettede Danmarks første motorrenoveringsværksted. Herefter blev fabrikanten kendt som "Cylinder-Carl". 